# Luis Julve Ceperuelo
Luis Julve Ceperuelo (Alcañiz, Teruel, 11 de octubre de 1907- Alcañiz, julio de 1982) fue un industrial y político aragonés, gobernador civil de varias provincias y procurador en Cortes durante la dictadura de Francisco Franco.

## Trayectoria

### Segunda república
Tras la fundación de la falange fue el jefe local de Alcañiz, durante el gobierno de la Segunda República fue hecho preso, varias veces, la última junto a Clemente Pamplona y Miguel Merino.

### Guerra civil
Cuando estalló la guerra civil partió a Zaragoza con el bando sublevado donde fue nombrado secretario de la jefatura territorial el 18 de julio de 1936, pasó después como combatiente a la guarnición número 323 de las Banderas de Aragón de primera línea en la batalla de Teruel, y alcanzó el grado de alférez provisional hasta ser licenciado el 1 de junio de 1939. Participó en el traslado del cadáver de José Antonio Primo de Rivera de Alicante al Real Monasterio de San Lorenzo de El Escorial.

### Primer franquismo y División Azul
Durante el comienzo del primer franquismo fue nombrado jefe provincial por Teruel de FET-JONS y presidente de la Diputación el 10 de febrero de 1940, una maniobra ideada en instancias superiores del Movimiento para dar a los bajoaragoneses una compensación tras haber suprimido Primo de Rivera la jefatura Provincial en 1938, y haberla sometido a la de Teruel.
Fue uno de los catorce jerarcas falangistas que se unió a la primera expedición de voluntarios a la División Azul y que obtuvieron a cambio bastante popularidad por cambiar una vida segura en España, por las duras condiciones del frente oriental, a su vuelta de Rusia se hizo nuevamente cargo del puesto de jefe provincial y presidente de la Diputación.

### Gobiernos civiles
El 17 de octubre de 1942 fue nombrado gobernador civil de Huesca y jefe provincial del Movimiento en sustitución de Antonio Mola Fuertes.
El 10 de marzo de 1944 fue nombrado gobernador de Cáceres, en sustitución de Luciano López Hidalgo. El cronista oficial de Navalmoral de la Mata, miembro de la  Real Asociación Española de Cronistas Oficiales, destaca entre las obras realizadas durante su mandato la construcción de viviendas sociales en Las Minas, un centro de alimentación infantil, el abastecimiento de agua corriente y la instalación de alcantarillado, entre otras mejoras.

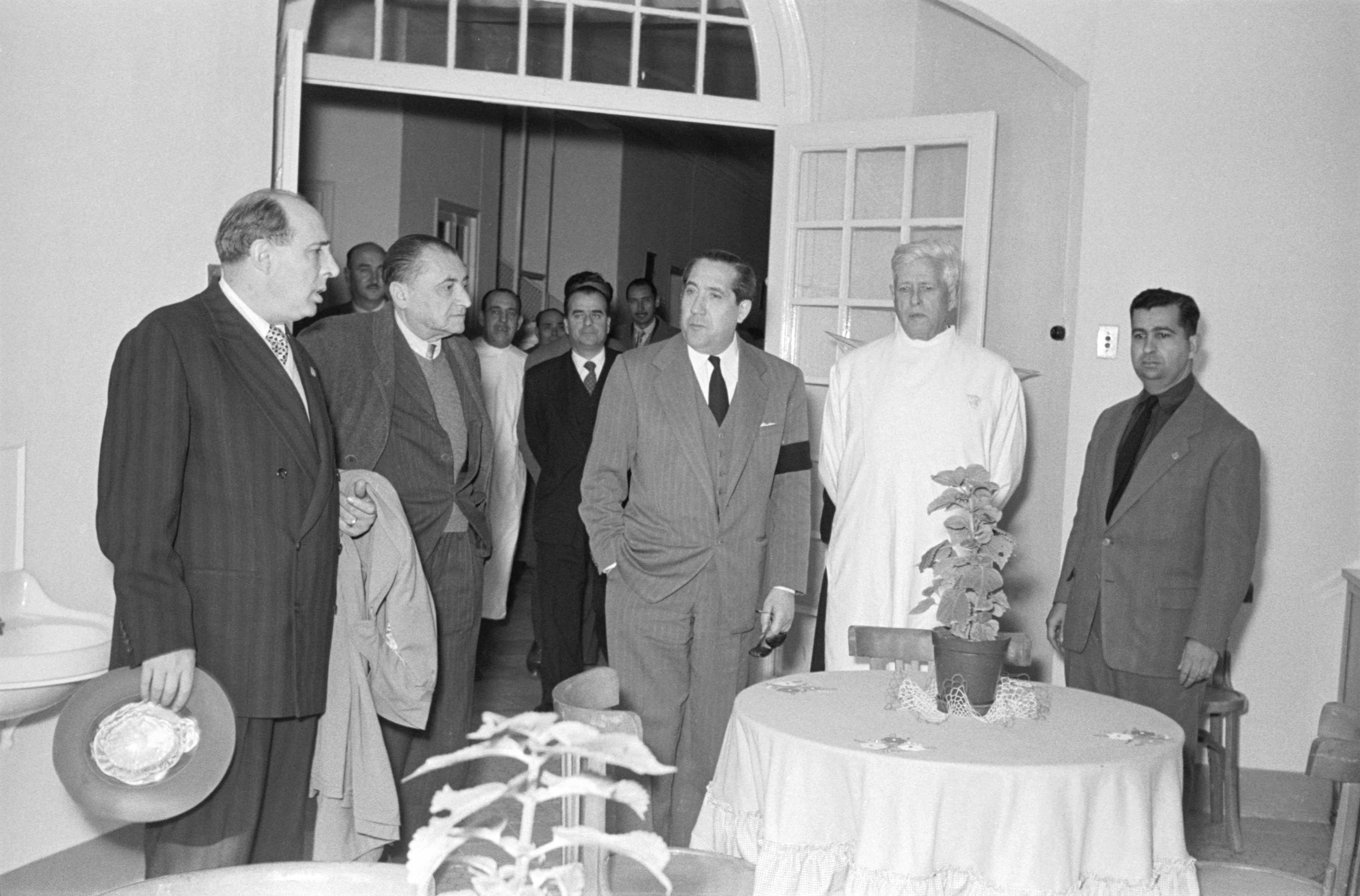
Luis Julve, Eliseo Sastre del Blanco y José Lazárraga Abechuco visitando el antiguo hospital «18 de julio», 1955

El 19 de noviembre de 1945 fue nombrado «Hijo Adoptivo» de Navalmoral y se le otorgó la «Medalla de Oro de la Villa». Además, una de las calles de la ciudad recibió su nombre en su honor. El 22 de marzo de 2018 el grupo municipal socialista presentó una moción para retirar estas distinciones en aplicación de la Ley de Memoria Histórica. Sin embargo, el cronista oficial de Navalmoral emitió un informe señalando que dichos reconocimientos se le habían concedido  «por los numerosos beneficios y obras aportados al municipio desde sus importantes cargos», y no por razones políticas. Como resultado, solo se cambió el nombre de la calle, que pasó a llamarse Julio Romero Hernández.
El 10 de octubre de 1946 fue designado gobernador de Castellón, en reemplazo de José Andino Núñez. Durante su mandato, en 1949 se trasladaron las dependencias del ayuntamiento de la calle Mayor a la plaza María Agustina, y se llevó a cabo la reconstrucción del estadio viejo Castalia del Club Deportivo Castellón, que había sido inaugurado en 1946, pero quedó inutilizado tras las inundaciones de 1949.

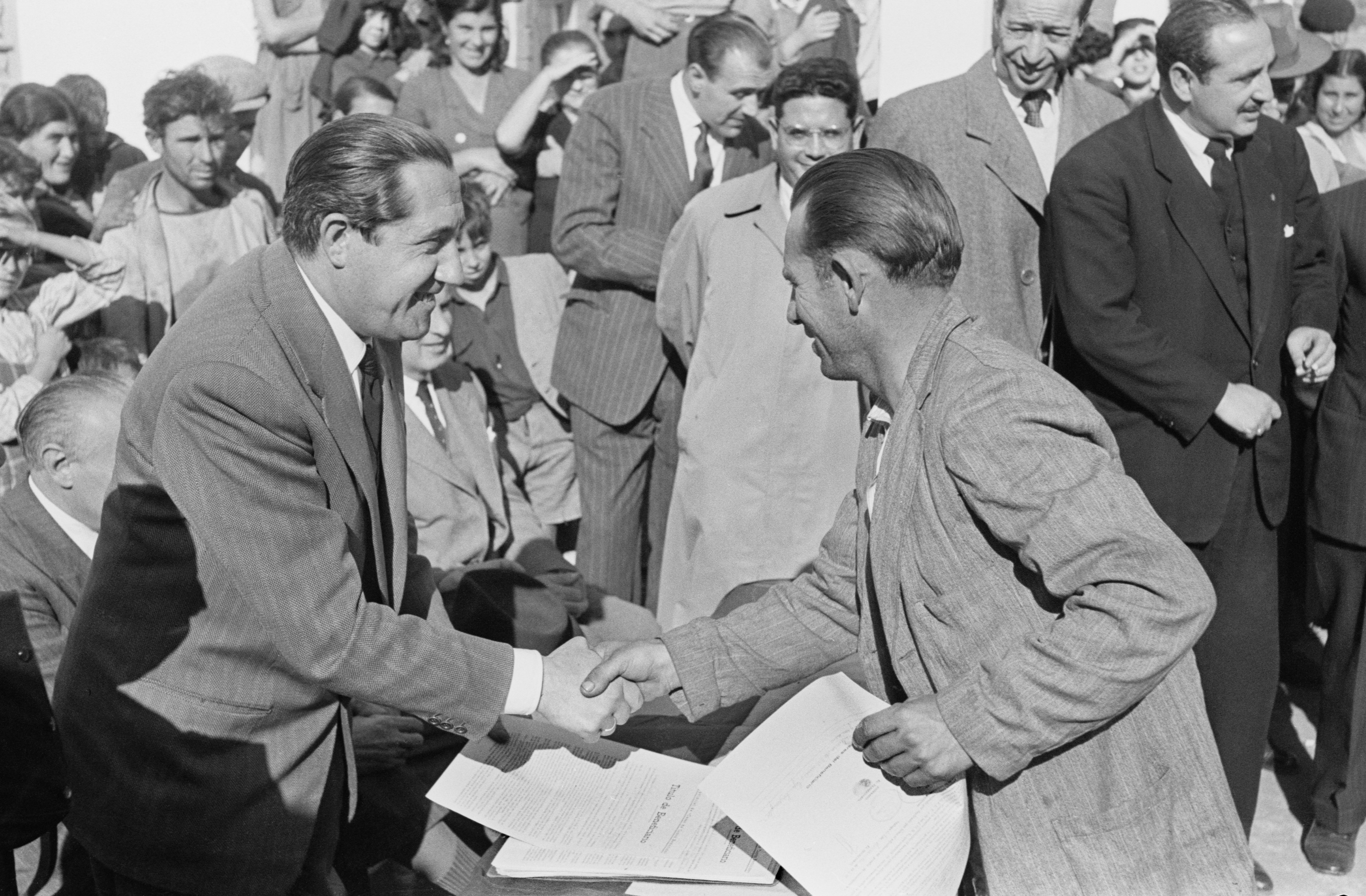
Luis Julve en la entrega de unas viviendas en El Palo, 1954

El 20 de julio de 1954 fue nombrado gobernador de Málaga en sustitución de Manuel García del Olmo. Al final de su carrera política, tras 20 años de servicio a la dictadura franquista, Julve trató de abordar los problemas eléctricos de la ciudad con la construcción de la central térmica de La Misericordia. Además, impulsó el acondicionamiento de la ciudad para el turismo mediante la creación de una comisión interministerial para la ordenación de la Costa del Sol. También desarrolló una política con un enfoque social, promoviendo una campaña contra el analfabetismo en toda la provincia entre 1956 y 1957, fomentando la construcción de la ciudad infantil de Torremolinos y continuando con la edificación de viviendas de renta reducida.
En 1958 fue nombrado «Hijo adoptivo» de Málaga, esa distinción se rescindió en base a la Ley de Memoria Histórica el 2 de diciembre de 2008 por moción del grupo municipal socialista.
En sus últimos años como gobernador civil, ejerció como Procurador en Cortes desde el 4 de octubre de 1954 hasta el 14 de abril de 1958, durante las legislaturas IV y V.

### Abandono de la política
El final de su mandato en Málaga coincide con el final de su vida política. Su salida del gobierno civil se produce a petición propia en 1958, situación que aprovechó el régimen para hacer de su retirada un ejemplo de la labor falangista y del contraste entre los grandes logros conseguidos en la esfera pública, a costa de los sacrificios en el ámbito privado.
Tras su retirada de la vida pública retornó a su Alcañiz natal sobre el que había tenido siempre un sentimiento de pertenencia, al que había ayudado en la medida de lo posible durante su época como político, donando una campana a la iglesia del colegio San Valero de los escolapios que había sido destruido en el bombardeo de 1938 o la importante aportación para la compra del paso procesional del Cristo yacente cuando era Gobernador civil de Castellón en 1953.
Tras su regreso volvió a la ferretería que regentaba la familia Julve desde 1885.

## Honores
- Aspa blanca de la falange 1935.[33]
- Medalla de Vieja Guardia de la División Azul 1943.[34]
- Aspa verde de la falange 1943.[10]
- Encomienda sencilla de la Orden de Cisneros 1944.[35]
- Presidente Honorario de la Guardia de Honor de Nuestra Señora de Guadalupe 1944.[36]
- «Hijo Adoptivo» de Navalmoral de la Mata y «Medalla de Oro de la Villa» 1945.[19]
- Gran Cruz del Mérito Civil 1947.[37]
- Gran Cruz de la Orden de Cisneros 1958.[7]